# Ar'ja
Ar'ja (in russo Арья?) è un insediamento operaio della Russia europea centro-orientale, situato nell'Urenskij rajon dell'oblast' di Nižnij Novgorod.
Si trova 200 km a nord-est di Nižnij Novgorod.